# Calefactor

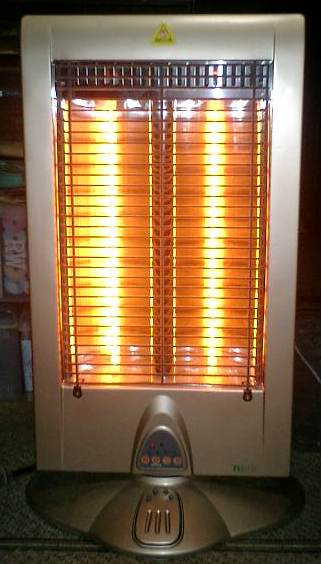
Calefactor halógeno.

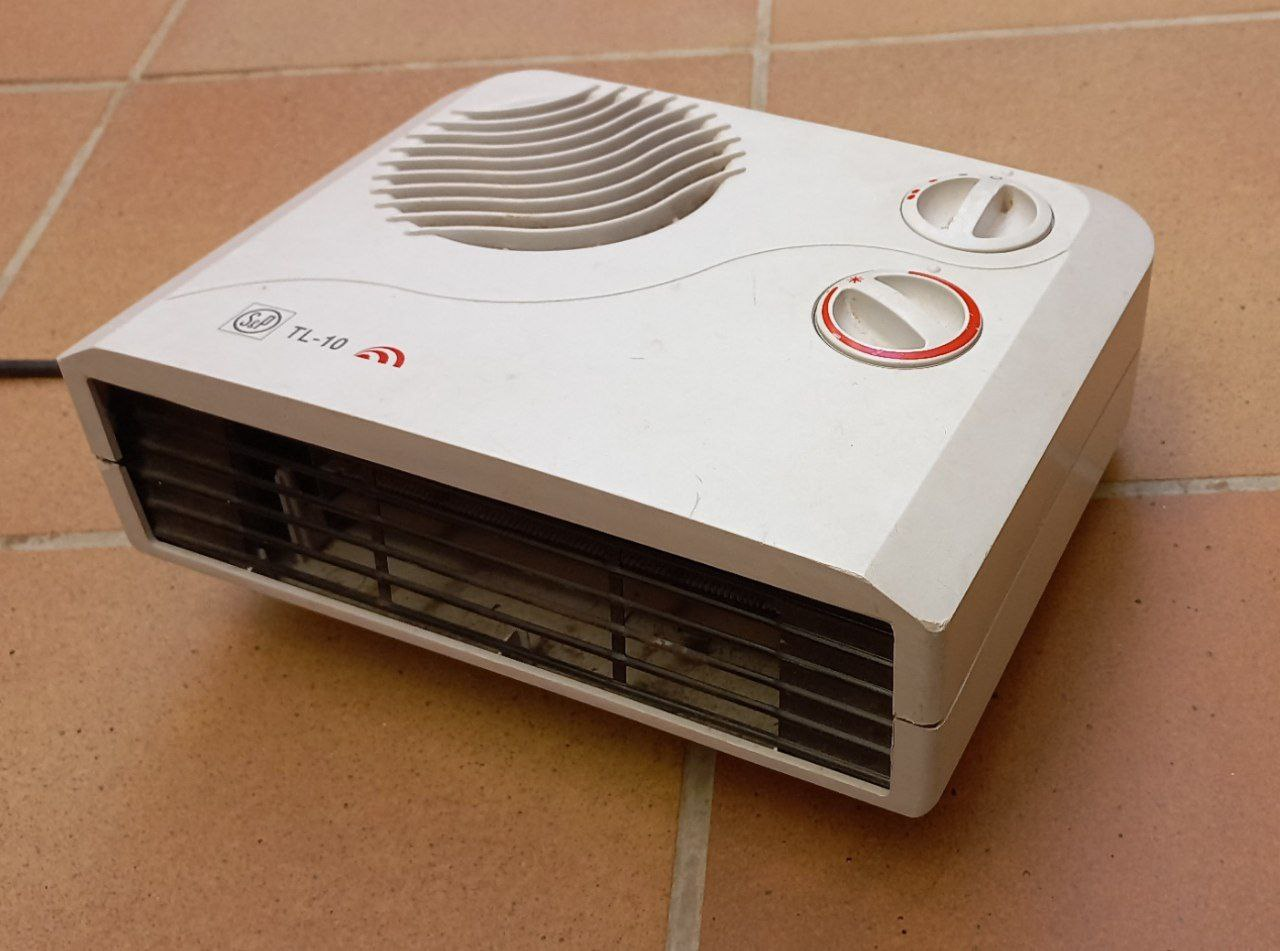
Imagen de un calefactor eléctrico por convección forzada

El calentador o estufa es un aparato que proporciona a una estancia o recipiente un flujo rápido de aire caliente continuo mediante un radiador que genera una fuente de calor y un ventilador que calienta rápidamente el aire y lo transmite al lugar en que se encuentre.
Existen diferentes tipos de calentadores, tales como los eléctricos, a gas, solares, a gasolina, a leña o a carbón.

## El calefactor eléctrico
Un calefactor eléctrico es un dispositivo que produce energía calorífica a partir de la eléctrica. El tipo más difundido es el calefactor eléctrico "resistivo", donde la generación del calor se debe al Efecto Joule. 
Otros calefactores eléctricos menos conocidos son los "termoeléctricos", que intercambian calor mediante un sistema más complicado: el Efecto Peltier.
Sirve para obtener calor de una forma cómoda y rápida.
Entre las aplicaciones más conocidas del efecto Joule se tienen los elementos de las estufas para calentar el ambiente, los filamentos de los secadores para el pelo, las resistencias de las planchas para la ropa, las hornallas o fogones de las cocinas, las resistencias de tostadores y hornos industriales, los calentadores en los hervidores de agua y fermentadores, los alambres para evitar el congelamiento en refrigeradores y el empañamiento en vidrios de las ventanas traseras de automóviles, los calefactores en peceras e invernaderos, y muchísimas aplicaciones más.

## Funcionamiento
Los calefactores resistivos generan calor proporcionalmente al cuadrado de la corriente eléctrica que fluye a través de ellos. Esta relación es conocida como Ley de Joule. 
Los materiales conductores (metales y aleaciones) no son "conductores perfectos", sino que tienen una resistividad eléctrica al paso de la corriente eléctrica. La energía que se pierde en la conducción se disipa en forma de calor. La resistividad es una desventaja cuando se requiere transportar energía eléctrica, pero es deseable cuando se busca generar calor. 
La explicación microscópica, pero "clásica", es que al haber una diferencia de potencial entre los extremos de un hilo conductor hay un campo eléctrico en el interior del material. Este campo acelera las cargas libres del material, hasta que éstas chocan (frenándose) con alguno de los iones fijos en la red cristalina que forma el conductor. En esos choques, las cargas ceden su energía cinética a los iones de la red, lo que corresponde a una disipación de calor desde el material al medio que le rodea. 
A mayor temperatura hay mayor agitación en los iones de la red. Esto hace que sea mayor el espacio donde se mueven y, entonces, la frecuencia de los choques de las cargas con los iones es mayor. Por lo tanto, la resistividad en los conductores metálicos aumenta con la temperatura. El valor de esta resistividad depende del tipo de átomos del metal, a sus enlaces, a la cantidad y tipo de impurezas, y a otros defectos como los debidos a deformación mecánica durante la fabricación y el conformado del conductor. 

### Transmisión del calor generado en el conductor
Para evitar que se funda el conductor, hay que transferir el calor generado por el efecto Joule. Para mejorar esa transmisión térmica, en general los calefactores tienen mayor área o superficie de contacto con el medio que les rodea. Dependiendo de la aplicación, el calor se transfiere en una o más de las 3 formas posibles.
- Por conducción (hervidores, planchas, desempañadores, etc.)
- Por convección (secadores de pelo, calentadores de aire, etc.)
- Por radiación (tostadores, estufas de cuarzo, etc.)

### Construcción
Si las pérdidas de calor al ambiente fueran menores que los vatios generados por efecto Joule, la temperatura seguirá aumentando y el conductor puede llegar a fundirse. Por lo tanto, en el diseño de calefactores (que trabajan entre unos 50 y 1150 °C aproximadamente) es importante calcular bien el equilibrio térmico en el filamento; que el control de temperatura funcione bien; y considerar materiales que no sean tan buenos conductores, que no se fundan ni oxiden ni fracturen a la temperatura y atmósfera de trabajo, y cuya resistividad cambie muy poco con la temperatura. Alogenos
El conjunto de aleaciones para calefactores (Nichrome, Chromax, Constantan y Nickel-Cobre-Zinc) se denominan "materiales resistivos".

### Tipos de calefactores
Actualmente en el mercado se pueden encontrar distintos tipos de calefactores. Normalmente los más utilizados para el hogar, son calefactores pequeños. Los tipos de calefactores que existen son los siguientes: Calefactores eléctricos, convectores, cerámicos, infrarrojos, termoventiladores y paneles calefactores. Todos estos son muy aptos para su uso en el hogar.
Tanto las estufas halógenas (también denominadas infrarrojas) como las de cuarzo emiten prácticamente el mismo nivel de calor. Los calefactores halógenos suelen ser móviles y sirven para calentar una parte de la habitación de forma eventual. Las estufas halógenas son un poco más caras que las estufas de cuarzo, emiten mucha luz y la emisión de calor es instantánea, generalmente suelen contar con bases rotatorias y se pueden tener enchufadas durante largos periodos de tiempo. 
Mientras que las estufas de cuarzo son más baratas, emiten poca luz, tardan unos minutos en empezar a emitir calor (Aunque no hay demasiada diferencia) y están diseñadas para estar enchufadas en cortos periodos de tiempo. El radiador de mica (panel de mica, convector de mica, radiador de cuarzo, radiadores cerámicos o estufas de infrarrojos) es un sistema de calefacción eléctrica que dispone de uno o varios tubos de cuarzo (resistencias) que se calientan usando energía eléctrica.
Un emisor eléctrico es un radiador eléctrico, pero de bajo consumo. Algunos incluyen Wifi para programarlos.
Un radiador de aceite funciona mediante un proceso en el que se calienta un fluido térmico (llamado "aceite"). Este fluido (que llamamos aceite) está especialmente formulado y es el que distribuye el calor uniformemente a través del radiador, transfiriendo calor al metal que, de esta manera, transporta calor a la habitación. Luego, el calor circula alrededor de la habitación por convección natural, ya que cualquier aire que de contra el radiador se calienta. Esto provoca que finalmente se caliente toda la habitación puesto que el aire más frío llegará hasta el fondo de la habitación, entrará en contacto con el radiador y también se calentará.  Son de bajo consumo ya que tan solo utilizan una media de entre 2.000 y 3.000 W de potencia, mantienen el calor una vez se han apagado, y su diseño es bastante ligero.
Los paneles radiantes difunden el calor por radiación electromagnética de infrarrojos, por convección y algunos modelos más recientes también por inercia, aunque no suele ser muy habitual. Al igual que el sol, las placas radiantes emiten calor por radiación, transmitiéndolo directamente a las personas, objetos y paredes de la habitación creando un ambiente de máximo bienestar y confort. Con los sistemas de calefacción por radiación se minimizan las pérdidas de calor a través de las ventanas, dado que las radiaciones no traspasan el cristal. De esta manera, se obtiene el mismo confort con una temperatura del aire inferior, lo que proporciona un calor más sano y un ahorro de energía superior al 25%. La radiación es un método de transferencia de calor que no depende de ningún contacto entre la fuente de calor y el objeto calentado (como puede ser el aire); El calor puede transmitirse a través del espacio por radiación térmica o infrarroja.
Un convector es un sistema de calefacción que trabaja por convección. En su interior tiene unas resistencias que, cuando se conectan a la corriente eléctrica, calientan el aire que circula a través ellas y lo elevan expulsándolo al exterior por unas rejillas.
El calefactor cerámico es un tipo de calefactor eléctrico que, tras conectarlo a la corriente eléctrica, calienta las placas de cerámica que tiene en su interior y el ventilador del calefactor distribuye el calor generado.
Los termoventiladores son calefactores eléctricos que se ayudan de un sistema de ventilación para repartir el aire caliente producido, independientemente de la forma en que lo calienten (aunque la mayoría son cerámicos).